# Sloboda, jednakost, bratstvo
Sloboda, jednakost, bratstvo (fr. Liberté, égalité, fraternité) je moto Francuske revolucije.
Prvobitni slogan Francuske revolucije je bio Liberté, égalité, fraternité, ou la mort! (Sloboda, jednakost, bratstvo ili smrt!). Slogan je ostao u upotrebi i posle revolucije u današnjem nešto izmenjenom obliku.
Francuska trenutno kao svoj moto upotrebljava „Liberté, égalité, fraternité“ i te tri reči se povezuju sa bojama na državnoj zastavi. Takođe moto je prisutan i na francuskim evro kovanicama od jednog i dva evra. 

## Literatura
- Mathijsen, Marita. "The emancipation of the past, as due to the Revolutionary French ideology of Liberté, Egalité, Fraternité." Free Access to the Past ed Lotte Jensen (Brill, 2010). 20–40.
- Roth, Guenther. "Durkheim and the principles of 1789: the issue of gender equality." Telos 1989.82 (1989): 71–88.
- Sénac, Réjane. "The Contemporary Conversation about the French Connection "Liberté, égalité, fraternité": Neoliberal Equality and "Non-brothers"." Revue Française de Civilisation Britannique. French Journal of British Studies 21.XXI-1 (2016). online